# Kupa galaxií

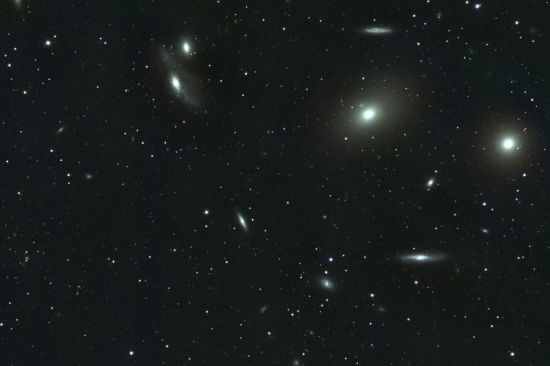
Část galaxií z kupy galaxií v Panně vzdálené 50 milionů světelných let

Kupa galaxií je skupina několika stovek až tisíců galaxií. Tyto útvary též nazýváme hnízdo galaxií.

## Uspořádání
Kupy bohaté na velké množství galaxií mají nejčastěji pravidelný kulový tvar a galaxie jsou v nich rovnoměrně rozloženy se středovou koncentrací. V centru galaktického hnízda pak převládají galaxie eliptické, zatímco na okrajích galaxie spirální a nepravidelné.
Málo početné kupy galaxií mají obvykle nepravidelný tvar. Tyto kupy se od pravidelných liší tím, že nemají středové zhuštění a převládají v nich galaxie spirální a nepravidelné.

### Obří galaxie
V centrální oblasti velké kupy galaxií se často nachází obří eliptická galaxie, která zřejmě zvětšuje svoji velikost v důsledku tzv. kanibalismu, tj. vtahování menších galaxií silným gravitačním polem.

## Nejbližší kupy galaxií
Naše Galaxie Mléčná dráha není součástí žádné kupy galaxií. Patří do menšího útvaru zvaného Místní skupina galaxií.
Nejbližší hustou kupou galaxií je Kupa galaxií v Panně, která je vzdálena 45 milionů světelných let. Obsahuje asi 100 velkých galaxií, ale odhaduje se, že celkový počet galaxií přesahuje 2000. Spolu s naší Místní skupinou galaxií a několika menšími formacemi pak tvoří větší útvar – tzv. nadkupu galaxií v Panně, někdy označovanou jako Místní nadkupa galaxií.
Dalšími dominantními útvary jsou kupa galaxií v Kentauru, vzdálená 105 miliónů světelných let, a kupa galaxií v Hydře (140 miliónů světelných let). Každá z nich obsahuje přibližně 100 velkých galaxií. Další hustou kupou galaxií je kupa ve Vlasech Bereniky, vzdálená 300 milionů světelných let.